# Chinesisches Jahrhundert

Gebiet der Volksrepublik China auf der Erde

Der Begriff chinesisches Jahrhundert (englisch Chinese century) bezeichnet die Vorstellung, dass das 21. Jahrhundert geopolitisch und wirtschaftlich von der Volksrepublik China als Supermacht dominiert sein wird. Diese These wurde Ende des 20. Jahrhunderts erstmals aufgestellt und der Begriff begann mit dem rasanten Wachstum der chinesischen Wirtschaftsmacht an Popularität zu gewinnen.

## Argumente für ein chinesisches Jahrhundert

Wirtschaftsleistung von China und den Vereinigten Staaten (1960 bis 2019)

Mit den Wirtschaftsreformen unter Deng Xiaoping und dem Ende der maoistischen Isolation des Landes begann der wirtschaftliche Wiederaufstieg Chinas, nachdem das Land in den letzten 2000 Jahren nahezu konstant eine dominante wirtschaftliche Rolle eingenommen hatte, welche mit dem Jahrhundert der Demütigung (19. bis 20. Jahrhundert) unterbrochen wurde. Mit der Aufnahme Chinas in die Welthandelsorganisation 2001 beschleunigte sich der wirtschaftliche Aufstieg und China wurde zum größten Güterexporteur und 2013 auch zur weltgrößten Volkswirtschaft nach Kaufkraftparität. Der wirtschaftliche Aufstieg lässt sich mit beeindruckenden Statistiken untermauern. So war China 2021 für mehr als die Hälfte der weltweiten Stahlproduktion verantwortlich und verbaute zwischen 2011 und 2013 mehr Zement als die Vereinigten Staaten im gesamten 20. Jahrhundert. Anfang der 2020er Jahre war die Volksrepublik China immer noch ein Land mittleren Einkommens,⁣⁣ da es über 1,4 Milliarden Einwohner verfügt und hat damit weiterhin ein hohes Wachstumspotenzial. Laut der Prognose des Centre for Economics and Business Research wird China die Vereinigten Staaten im Jahr 2030 als größte Wirtschaftsmacht (berechnet in nominalen US-Dollar) ablösen. Bis zum Jahr 2049 möchte die chinesische Regierung die Entwicklungslücke zu den Industrieländern schließen und die „Wiederauferstehung der chinesischen Nation“ damit vollenden. Bei voller Konvergenz zum Lebensstandard der westlichen Industrieländer könnte die Größe der chinesischen Volkswirtschaft die der amerikanischen um das drei- bis vierfache übertreffen. Schon heute steigt der chinesische Marktanteil in der Spitzentechnologie und chinesische Unternehmen setzen zunehmend industrielle und technologische Standards. China bildete 2017 achtmal mehr Studenten in den MINT-Fächern als die Vereinigten Staaten aus und die im Land gemachten Ausgaben für Forschung und Entwicklung gleichen sich denen in den USA an.
Das organische Wachstum der chinesischen Volkswirtschaft ermöglicht es der Volksrepublik China, seine diplomatische und militärische Macht sukzessive und strategisch auszubauen. So etabliert diese mit der Asiatischen Infrastrukturinvestmentbank und der New Development Bank neue wirtschaftspolitische Institutionen in Konkurrenz zu den etablierten, vom Westen dominierten Organisationen wie dem Internationalen Währungsfonds und der Weltbank. Auch war China 2020 der größte Handelspartner von knapp 130 Ländern weltweit und gleichzeitig ein wichtiger Kreditgeber für viele Entwicklungsländer (besonders in Afrika), was dem Land enormen wirtschaftlichen Einfluss verschafft. In diese Entwicklung passen auch steigende chinesische Investitionen im Ausland. Das Megaprojekt Neue Seidenstraße wird als Versuch interpretiert, mithilfe von Infrastrukturprojekten eine neue sinozentrische Weltordnung zu errichten.
Mithilfe der weltweit verstreuten Konfuzius-Institute möchte das Land seine Soft Power stärken und seinen kulturellen Einfluss ausbauen. Daneben werden die diplomatischen Bemühungen verstärkt und im Jahr 2019 war die Volksrepublik China zum Land mit den meisten Auslandsvertretungen aufgestiegen. Auch die militärische Macht Chinas wächst, und das Militärbudget stieg von 11 Milliarden US-Dollar im Jahr 1989 auf über 260 Milliarden US-Dollar im Jahr 2019 an und wurde damit nur noch von den Vereinigten Staaten übertroffen. 2017 eröffnete das Land seine erste ausländische Militärbasis im ostafrikanischen Staat Dschibuti.

## Argumente gegen ein chinesisches Jahrhundert

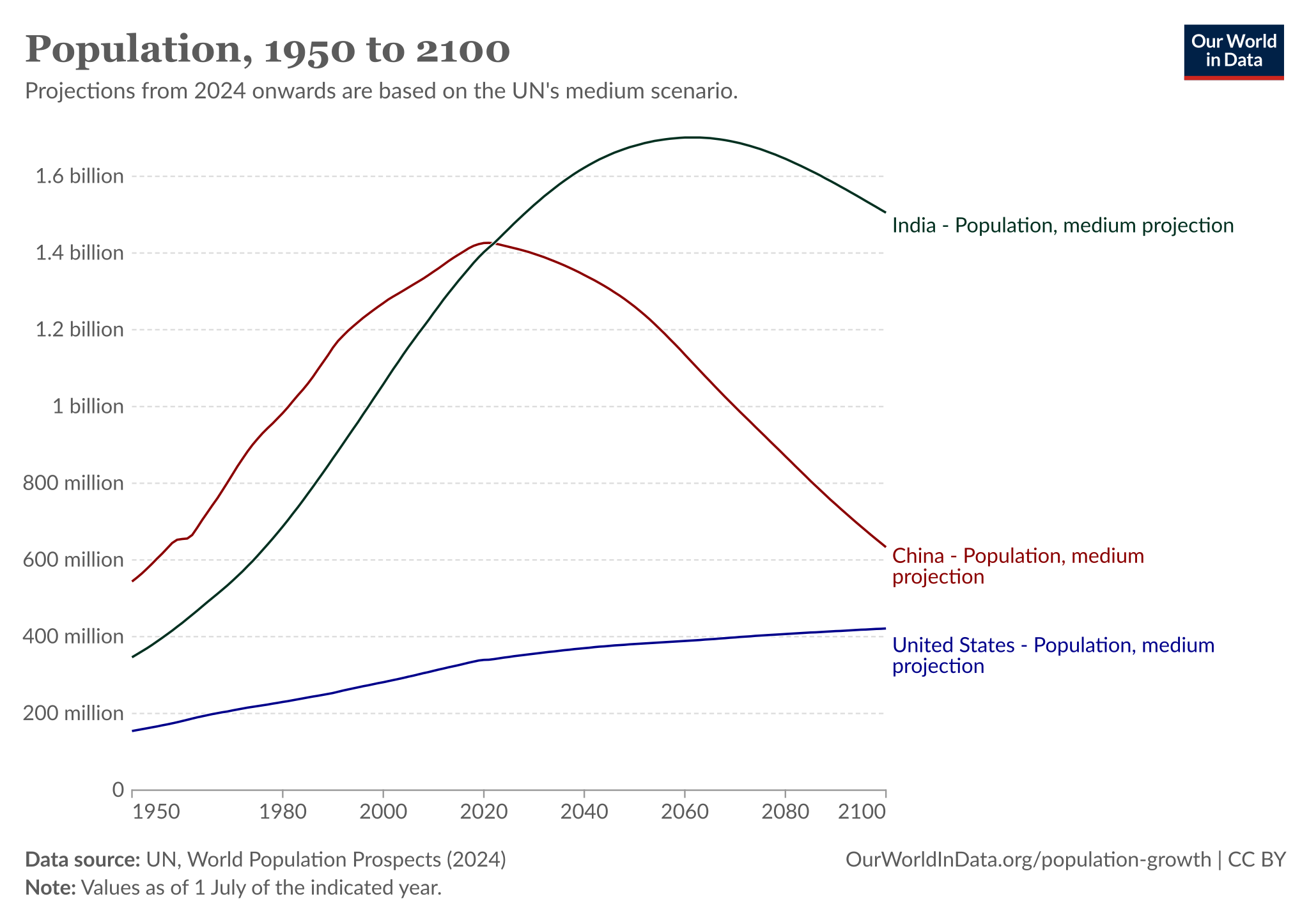
Bevölkerungsentwicklung von Indien, China und den USA mit Prognose bis 2100

Eine ausführliche Analyse des australischen Lowy Institute der chinesischen Wirtschaft kam zu dem Ergebnis, dass das Wachstumspotenzial der chinesischen Volkswirtschaft in den meisten langfristigen Prognosen deutlich überschätzt wird und nach unten revidiert werden müsse. So würde es der chinesischen Volkswirtschaft sogar bei günstiger Entwicklung nicht gelingen, den Rückstand bei der Wirtschaftsleistung pro Kopf gegenüber den entwickelten Volkswirtschaften aufzuholen. Als Grund dafür wird besonders die ungünstige demografische Entwicklung genannt. Aufgrund der niedrigen Geburtenrate wird die Anzahl der Arbeitskräfte bis zum Jahr 2050 zurückgehen und die Zahl der Rentner gleichzeitig stark steigen. Die Bevölkerungsstruktur würde dann der einer stagnierenden Volkswirtschaft wie Japan im frühen 21. Jahrhundert gleichen. Als weitere Faktoren werden das zu niedrige Produktivitätswachstum und die unausgeglichene Ausrichtung der chinesischen Wirtschaft auf Infrastrukturinvestitionen und den Wohnungsbau genannt. Auch bei optimaler Entwicklung könnte China aufgrund seiner strukturellen Probleme deshalb keine ökonomische Hegemonie erreichen. Daneben ist die Verschuldung der chinesischen Wirtschaft, besonders die Unternehmensverschuldung, extrem angestiegen und zu einem systemischen Risiko geworden. Die Gesamtverschuldung der Volkswirtschaft erreichte Ende 2020 fast das Dreifache der Wirtschaftsleistung. Als weitere Probleme der Wirtschaft gelten ineffiziente Staatsunternehmen und die Gefahr eines Platzens der Immobilienblase.
Häufige Argumente gegen ein von China dominiertes Jahrhundert sind neben den genannten makroökonomischen Faktoren ökologische Probleme, das Fehlen von echten Verbündeten in der Welt, das durch Kapitalkontrollen eingeschränkte Finanzsystem, das Fehlen von Soft Power und kulturellem Einfluss und das intransparente, autokratische und korrupte politische System. Einige Beobachter sind der Meinung, dass Chinas Aufstieg in den 2020er Jahren vorbei sein wird. Nach Ansicht der Forscher Michael Beckley und Hal Brands hat China als revisionistische Macht nur noch wenig Zeit, den Status quo der Welt zu seinen Gunsten zu verändern, da es „an Ressourcen mangelt“, „demografisch zusammenbricht“ und „den Zugang zu der ihm freundlich gesinnten Welt verliert, die seinen Aufstieg ermöglicht hat“, und dass „Peak China“ bereits erreicht sei.
Der ehemalige US-amerikanische Außenminister und China-Kenner Henry Kissinger sagte im Jahr 2011, dass er nicht mit einem von China dominierten 21. Jahrhundert rechne. So wäre China auf absehbare Zeit mit den eigenen internen Problemen beschäftigt und es wäre außerdem ein fehlerhaftes Konzept, dass ein einziges Land heute noch die Welt dominieren könnte. So würde jedes Streben Chinas nach Hegemonie zu einem antichinesischen Bündnis in Asien führen und ein neues Mächtegleichgewicht herstellen. Gleichzeitig würde eine Containment-Politik gegenüber China nicht funktionieren und keine Nation könne mehr eine Hegemonie ausüben.